# Pax Christi
Pax Christi è un movimento cattolico internazionale per la pace, nato in Francia nel 1945.

## Pax Christi International
Pax Christi International nasce in Francia nel 1945 per iniziativa di Mons. Thèas e M.me Dortel - Claudot.
Scopi iniziali del movimento erano la preghiera e la riconciliazione. La prima campagna organizzata fu Pax Christi in Regno Christi con lo scopo di riconciliare francesi e tedeschi dopo la seconda guerra mondiale.
Nei primi anni cinquanta alcune comunità furono fondate in Inghilterra, Belgio, Paesi Bassi, Austria e in Svizzera. Pio XII riconobbe di fatto il movimento nel 1952, concedendogli la sua benedizione. Il cardinale francese Feltin ne fu il primo presidente internazionale e ne strutturò il programma su tre linee portanti:
- preghiera
- studio

- azione

Dalla fine degli anni cinquanta e per tutti gli anni sessanta, il movimento si estese nell'Europa occidentale, aprendo sezioni nazionali in Irlanda, Spagna, Italia, Lussemburgo. In questi anni presidente fu il cardinale Alfrink.
L'enciclica Pacem in Terris di papa Giovanni XXIII (1963) segnò una svolta nella vita del movimento e ne divenne la nuova "Carta" ideale. Nell'enciclica la pace era legata alla giustizia ed al rispetto dei diritti umani. Papa Paolo VI, nella Populorum Progressio (1967), affiancò alla pace il tema dello sviluppo dei popoli. Questi documenti permisero al movimento di ampliare il proprio raggio di azione anche alla giustizia ed alla solidarietà. All'inizio degli anni settanta il movimento giunse negli USA ed in Australia.
Attualmente il movimento è presente in tutti e cinque i continenti, ha sezioni in diciannove stati, mentre in altri sette vi sono gruppi associati ed in dieci gruppi affiliati.

### Presidenti
- Maurice Feltin (1950 - 1965), arcivescovo metropolita di Parigi
- Bernard Jan Alfrink (1965 - 1978), arcivescovo metropolita di Utrecht
- Luigi Bettazzi (1978 - 1985), vescovo di Ivrea
- Franz König (1985 - 1990), arcivescovo metropolita di Vienna
- Godfried Danneels (1990 - 1999), arcivescovo metropolita di Malines-Bruxelles
- Michel Sabbah (1999 - 2007), patriarca di Gerusalemme dei Latini

Dal 2007 è stata istituita una co-presidenza di un vescovo e una donna.
- Laurent Monsengwo Pasinya (2007 - 2010), arcivescovo metropolita di Kinshasa
- Marie Dennis (2007 - 2019)
- Kevin Patrick Dowling, C.SS.R. (2010 - 2019), vescovo di Rustenburg
- Suor Teresia Wamuyu Wachira, I.B.V.M., dal 2019
- Marc Stenger, dal 2019, vescovo emerito di Troyes

## Pax Christi Italia
Pax Christi Italia nacque nel 1954, per opera di mons. Giovanni Battista Montini della Segreteria di Stato Vaticana; il primo segretario nazionale fu mons. Angelo Fausto Vallainc. 

### Presidenti
- Carlo Rossi (1954 - 1959), vescovo di Biella
- Mario Ismaele Castellano (1959 - 1968), arcivescovo metropolita di Siena
- Luigi Bettazzi (1968 - 1985), vescovo di Ivrea. Nel 1991 ha fondato e a lungo ha presieduto il Centro Studi Economico Sociali di Pax Christi Italia
- Tonino Bello (1985 - 1993), vescovo di Molfetta-Ruvo-Giovinazzo-Terlizzi, fu presidente nazionale fino al 1993, anno della sua morte. Fondatore della rivista Mosaico di Pace
- Diego Natale Bona (1994 - 2002), vescovo di Saluzzo[2] con Tonio Dell'Olio coordinatore nazionale
- Tommaso Valentinetti (2002 - 2009), arcivescovo metropolita di Pescara-Penne con Fabio Corazzina coordinatore nazionale dall'agosto 2005
- Giovanni Giudici (2009 - 2014), vescovo di Pavia
- Giovanni Ricchiuti (dal 2014), arcivescovo, titolo personale, vescovo emerito di Altamura-Gravina-Acquaviva delle Fonti

L'attuale coordinatore nazionale è don Renato Sacco, mentre il nuovo vicepresidente è il prof. Sergio Paronetto di Verona.